# Экономика Марокко
Марокко — развивающаяся аграрная страна.
Марокканская экономика рассматривается как относительно либеральная экономика, функционирующая на основе закона спроса и предложения. С 1993 года здесь проводится политика приватизации, вследствие чего некоторые секторы экономики перешли из государственного управления в частные руки.
Одной из самых больших проблем пока является большая безработица, которая охватывает более 22 % работоспособного населения[когда?].

## Сельское хозяйство

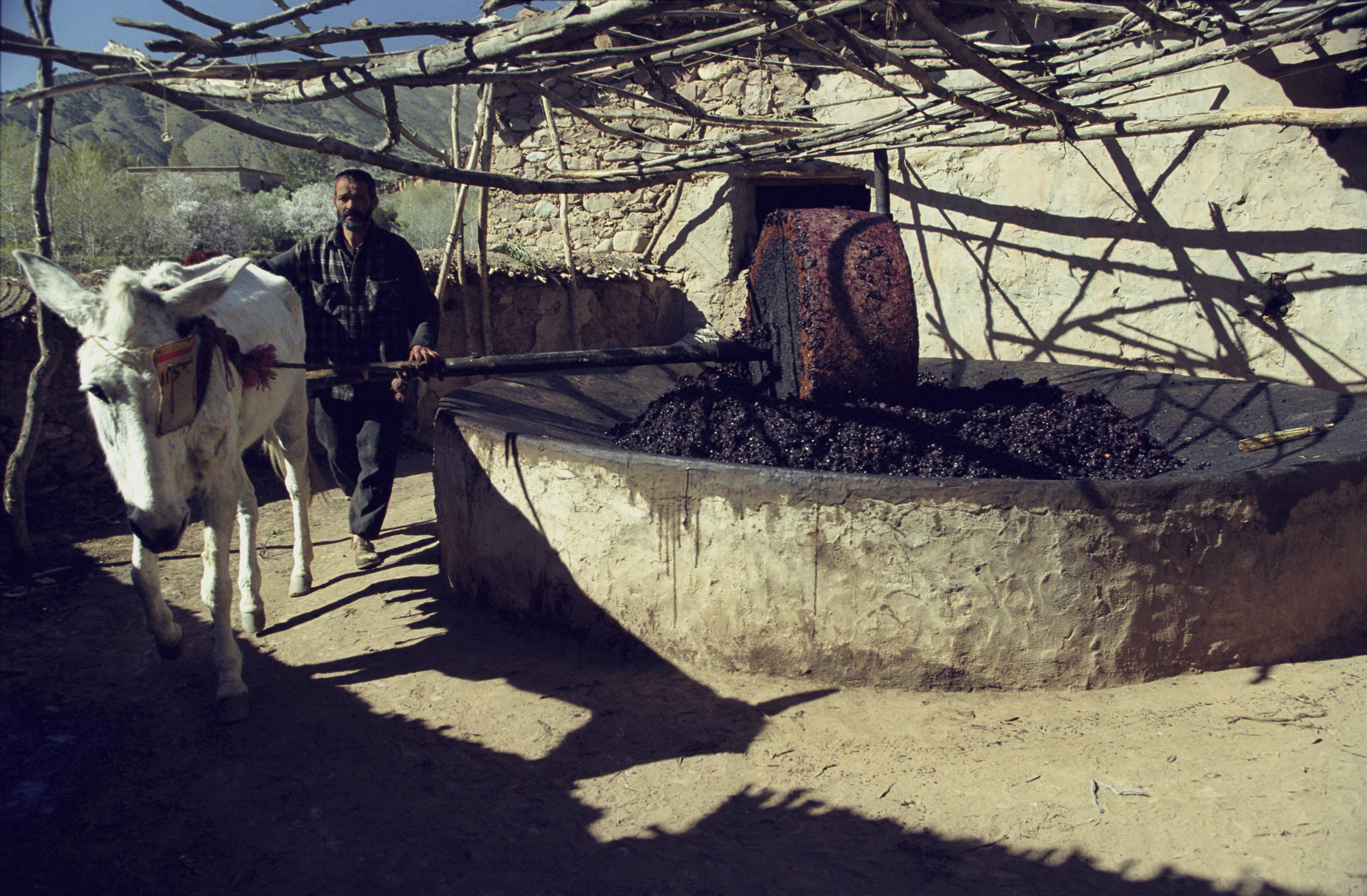
Отжим оливкового масла

В сельском хозяйстве занято 39,1 % трудоспособного населения (2014), оно даёт 13,8 % ВВП (2015), площадь пригодных для сельского хозяйства земель составляет 12 % (9 млн га, из которых 1,5 млн га орошаемые). Доля продукции сельского хозяйства в экспорте составляет 25 %. 
Зерновые, бобовые и сахарная свёкла занимают 80 % обрабатываемых земель. Выращиваются пшеница (3 млн т), томаты (1,2 млн т), картофель (1,4 млн т). 
В сельскохозяйственном производстве страны погодный фактор остаётся решающим фактором, и потому применяется орошение (1,44 млн га). 
Начиная с 1960-х годов по инициативе короля Хасана II была принята программа по строительству водохранилищ и развитию водных ресурсов, позволившая обеспечить питьевой водой население (а также сельское хозяйство и другие секторы экономики), сохранив при этом водные ресурсы страны. Благодаря этой политике на данный момент 100 % городов и 96 % сельских территорий обеспечены питьевой водой. 
На 2014—2015 гг. королевство имеет более 140 крупных водохранилищ с общей мощностью более 17,6 млрд кубических метров и более ста мелких плотин. В среднем в год вводится в строй по 2—3 крупных водохранилища; строительство, как правило, осуществляется местными подрядчиками.
Рыболовство: прибрежные воды Марокко богаты рыбой, при этом 75 % вылова составляют сардины.

## Промышленность

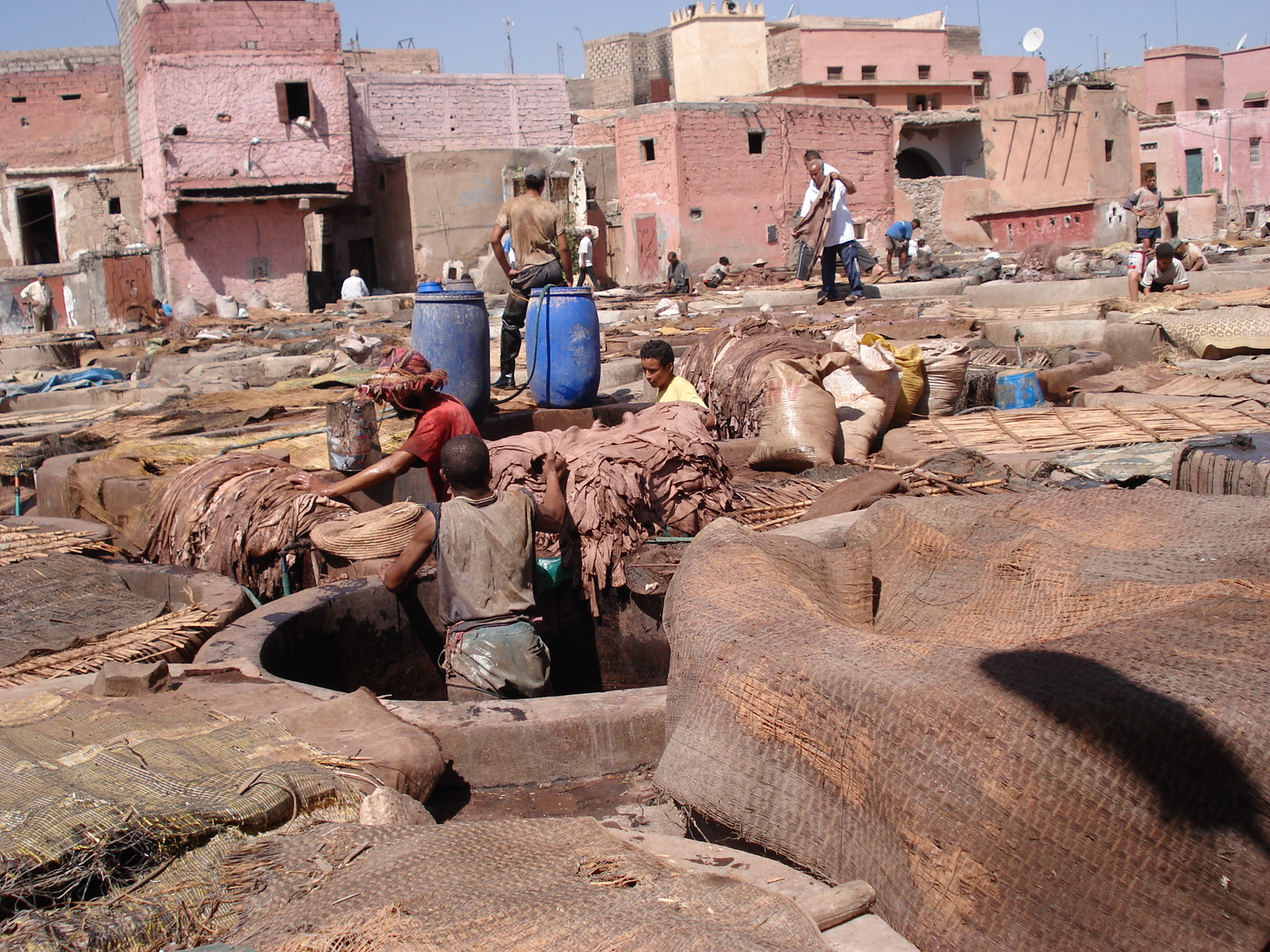
Дубильщики кожи в Марракеше

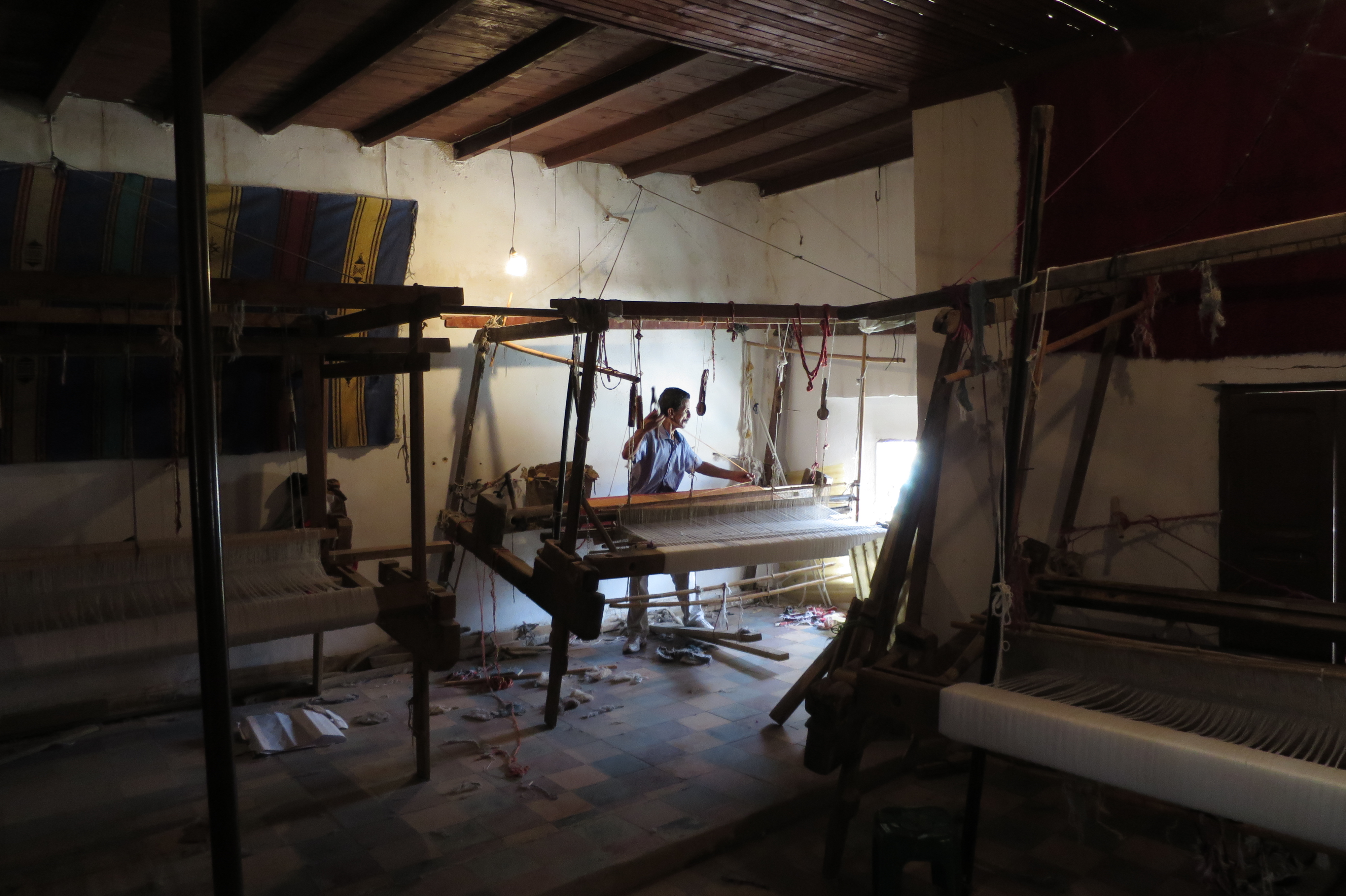
Ткач в Фесе

В промышленности занято 20,3 % трудоспособного населения, она даёт 29 % ВВП.
За последние годы отмечается постепенная индустриализация страны.

### Добывающая промышленность
Доля горнодобывающей промышленности в ВВП составляет 3 %. 
Главное полезное ископаемое Марокко — фосфориты, по производству которых страна занимает 3-е место в мире и 1-е место по их экспорту (добываются в основном в районе Бу-Краа в оккупированной части Западной Сахары, отделённой Марокканской стеной). 
В промышленном масштабе добываются свинец, марганец, медь, кобальт, цинк, барит. 

Имеются запасы железной руды; в 1963 году из-за спорного месторождения железной руды на границе с Алжиром произошёл пограничный конфликт.  

В районе Джерада ведётся добыча каменного угля.

### Обрабатывающая промышленность
Доля обрабатывающей промышленности составляет 19 % ВВП. 
В Касабланке производится сборка автомобилей. 
В Мохаммедии и Сиди-Касеме работают нефтеперерабатывающие заводы.
Действуют предприятия пищевой промышленности по консервированию рыбы и мяса, мукомольные заводы. 
Текстильная промышленность: по всему миру славятся марокканская качественная поплиновая ткань, нижнее белье и  джинсы. В последнее время Марокко повышает конкурентоспособность своей текстильной промышленности — значительные инвестиции повышает конкурентоспособность отрасли, благодаря чему стране удалось выйти на новый международный уровень. Текстильная промышленность ориентирована главным образом на экспорт (в основном в страны ЕС).  

Широкое распространение получило производство сувенирной продукции, включая ковры, кожаные изделия и сафьян.

## Энергетика
Суммарные запасы энергоносителей оцениваются в размере 0,002 млрд тут (в угольном эквиваленте).
Электроэнергетика страны на конец 2019 года, в соответствии с данными EES EAEC, характеризуется следующими показателями:
- Установленная мощность-нетто: электростанций всех — 13 977 МВт, в том числе:

тепловые электростанции, сжигающие органическое топливо (ТЭС) — 73,5 % , 
возобновляемые источники энергии (ВИЭ) — 26,5 %.
- Производство электроэнергии-брутто — 41 650 млн кВт∙ч, в том числе: ТЭС — 77,8 % , ВИЭ — 19,1 %, другие источники — 3,1 %.
- Конечное потребление электроэнергии — 33 451 млн кВт∙ч; из которого: промышленность — 37,2 %, транспорт — 1,2 %, бытовые потребители — 34,1 %, коммерческий сектор и предприятия общего пользования — 17,5 %, сельское, лесное хозяйство и рыболовство — 10,0 %.
- Показатели энергетической эффективности (за 2019 год):

душевое потребление валового внутреннего продукта по паритету покупательной способности (в номинальных ценах) — 8190 долларов,
душевое (валовое) потребление электроэнергии — 940 кВт∙ч,
душевое потребление электроэнергии населением — 321 кВт∙ч.
- Число часов использования установленной мощности-нетто электростанций — 2977 часов.

## Транспорт
Аэропорты:
- всего — 55 (2013)[2], в том числе:
  - с твёрдым покрытием — 31
  - без твёрдого покрытия — 24

Автомобильные дороги:
Марокко обладает развитой сетью автодорог, самая лучшая в Африке после ЮАР.
- всего — 58 395 км (2010)[2], в том числе:
  - с твёрдым покрытием — 41 116 км
  - без твёрдого покрытия — 17 279 км
  - Платные скоростные автомагистрали — 1785 км

Железные дороги
- всего — 2067 км, электрифицировано 1022 км (2014)[2].

В 2018 году Марокко стала первой африканской страной, имеющей высокоскоростной железнодорожный транспорт (ввелась в эксплуатацию TGV-линия между Касабланкой и Танжером (340 км)), а к 2030 планируется построить около 1500 км высокоскоростных ж/д-линий.
Водный транспорт:
- всего — 35 судов (более 1000 грт) водоизмещением 344 445 грт/252 341 дедвейт (2005)

## Сфера обслуживания

### Туризм
Туризм — очень важная статья доходов Марокко, а также главная сфера занятости для марокканцев. Доходы от туризма в 2007 году составили 7,55 млрд долл.
Главным центром притяжения туристов является Марракеш.
В 2008 году 8 млн туристов посетили королевство. Согласно амбициозной программе марокканского правительства, в 2010 году страну должны посетить уже 10 млн туристов, а доходы от этой отрасли составят около 20 % ВВП; согласно этой программе, в стране будет создано 600 тыс. новых рабочих мест.
В 2014 году Марокко посетило чуть более 32 тыс. российских туристов.

## Таможенные правила
Ввоз и вывоз иностранной валюты не ограничен, но её хождение на территории Королевства запрещено. При вывозе неистраченной валюты необходимо иметь банковский сертификат об обмене.
Запрещён вывоз без специального разрешения предметов и вещей, представляющих историческую и художественную ценность, существует ограничение на ввоз профессионального фото- и видеооборудования (на любительскую технику это не распространяется),
Ограничение на ввоз алкоголя — в страну можно ввезти не более одной бутылки крепких спиртных напитков и одной бутылки вина; также не более 200 сигарет, 50 сигар и 250 г табака.

## Торговля

### Внешняя торговля
Экономика Марокко характеризуется внешней направленностью. Заключено несколько соглашений о свободной торговле с иностранными государствами:
- Соглашение о свободной торговле с Европейским союзом, с целью войти в европейскую зону свободной торговли до 2012 года.
- Агадирское соглашение, подписанное с Египтом, Тунисом и Иорданией, с целью создания арабской зоны свободной торговли.
- Соглашение о свободной торговле с ОАЭ.
- Соглашение о свободной торговле с Турцией.

Основные товары экспорта — фосфаты и удобрения, одежда и текстиль, электрические компоненты, неорганические химикаты, транзисторы(?), минеральное сырьё, нефтепродукты, цитрусовые, овощи, рыба;
импорта — сырая нефть, текстиль, ткани, машины и оборудование, пшеница, газ, электроэнергия, транзисторы, пластмассы.
Основные торговые партнёры в 2017 году:
по экспорту (24,57 млрд долл.) — Испания — 23,2 %, Франция — 22,6 %, Италия — 4,5 %, США — 4,2 %;
по импорту (44,13 млрд долл.) — Испания 16,7 %, Франция 12,2 %, Китай 9,2 %, США 6,9 %, Германия 6 %, Италия 5,9 %, Турция 4,5 %.
- Экспорт: $21,15 млрд (2015)
- Статьи экспорта: одежда, рыба, фосфориты
- Партнёры по экспорту: Испания 22 %, Франция 20,7 %, Бразилия 4,6 %, Италия 4,3 % (2014)
- Импорт: $37,32 млрд (2015)
- Статьи импорта: нефть, телекоммуникационное оборудование, пшеница, газ и электричество
- Партнёры по импорту: Испания 13,4 %, Франция 13,3 %, Китай 7,6 %, США 7 %, Саудовская Аравия 5,4 %, Германия 5,2 %, Италия 5 %, Россия 4,3 % (2014)

Особенности: резкий рост потребления импортируемых товаров[когда?].
В 2019 г.: экспорт +29 млрд долл., импорт -51 млрд долл.
Товарооборот между Россией и Марокко в 2016 году составил $2,5 млрд (для сравнения, в 2001 году товарооборот между странами равнялся $300 млн), позитивное сальдо в пользу России составило около 1,5 млрд долл.; 70 % российского экспорта в Марокко составляет нефть, и продукты нефтепереработки (остальное приходится на зерно, продукцию химической промышленности и машиностроения). Россия импортирует в основном марокканские цитрусовые, в меньшей степени помидоры, рыбу и рыбные консервы.